# Gibbium
Gibbium — род жесткокрылых насекомых семейства притворяшек.

## Описание
Надкрылья более-менее сдавленные с боков, сверху очень выпуклые, без бороздок и точек, сильно блестящие, их задний скат сильно подогнут вперед. Грудь и брюшко короткие, как бы охваченные надкрыльями и переднегрудью. Голова и переднеспинка без волосков. Вертлуги задних ног длинные, почти с остальное бедро длиной.

## Систематика
В составе рода:
- Gibbium aequinoctiale Boieldieu, 1854
- Gibbium boieldieui Levrat, 1857
- Gibbium psylloides (Czempinski, 1778)